# Pampa y cielo
Pampa y cielo es una película de Argentina en blanco y negro dirigida por Raúl Gurruchaga según guion de Alberto Vacarezza que se estrenó el 24 de agosto de 1938 y que tuvo como protagonistas a Aída Alberti, Nicolás Fregues, Tito Lusiardo, Leonor Rinaldi, Francisco Álvarez y Oscar Alonso.

## Sinopsis
Un gaucho borracho y holgazán es ayudado por otro, piadoso y justiciero.

## Reparto
- Aída Alberti
- Oscar Alonso
- Francisco Amor
- Juan Bono
- Delia Codebó
- Domingo Conte
- José De Angelis
- Rodolfo de la Serna
- Francisco Pablo Donadío
- Lina Estévez
- Cora Farías
- Vicente Forastieri
- Nicolás Fregues
- Tito Lusiardo
- Leonor Rinaldi
- Elena Zucotti
- Francisco Álvarez

## Comentarios
Para Manrupe y Portela es una “gauchada filmada con sencillez y decoro, y un argumento de Vacarezza realizado especialmente para cine”.
Roland escribió:

”Fiel visión local de quien conoce la vida campera. Sus tipos son retratos exactos del hombre de tierra adentro. Sus diálogos saturados de ese ingenio ingenuo característico de la literatura autóctona son ágiles, de gran eficacia”.